# Cantó de Chazelles-sur-Lyon
El cantó de Chazelles-sur-Lyon era una divisió administrativa francesa del departament del Loira, situat al districte de Montbrison. Comptava 10 municipis i el cap era Chazelles-sur-Lyon. Va desaparèixer el 2015.

## Municipis
- Châtelus
- Chazelles-sur-Lyon
- Chevrières
- La Gimond
- Grammond
- Maringes
- Saint-Denis-sur-Coise
- Saint-Médard-en-Forez
- Viricelles
- Virigneux

## Història
| Data d'elecció                           | Identitat           | Partit                         | Qualitat |
| ---------------------------------------- | ------------------- | ------------------------------ | -------- |
| 1945-1967                                | Max Fléchet         | CNI                            |          |
| 1967-1985                                | Armand Bazin        | radical, després Divers gauche |          |
| 1985-1992                                | Gérard Seux         | RPR                            |          |
| 1992-2004                                | Maurice Desfarges   | UDF-PR                         |          |
| 2004-2011                                | Jean-Paul Seux      | Divers gauche                  |          |
| 2011-2015                                | Jean-Paul Blanchard | Sense etiqueta                 |          |
| les dades anteriors no són pas conegudes |                     |                                |          |
|                                          |                     |                                |          |

## Demografia
| A partir de 1990: Població sense dobles comptes |